# Mariana Tobon
Mariana Tobon Gordon (Barcelona, Estado Anzoátegui; 20 de septiembre de 1994) es una deportista venezolana en la especialidad de Ráquetbol, disciplina que empezó a practicar con apenas 13 años, es muy conocida por ser la primera venezolana en obtener una medalla en el Campeonato Mundial Junior de Ráquetbol celebrado en Santo Domingo en 2011, donde se colgó el bronce y por su reciente participación en los Juegos Panamericanos 2011.

## Biografía
La trayectoria deportiva de Tobon se identifica por su participación en los siguientes eventos nacionales e internacionales:

### Los Juegos Bolivarianos
Los Juegos Bolivarianos de 2009 celebrados en la ciudad de Sucre en Bolivia fue la primera participación de Mariana en un evento internacional que sin embargo logró ganar la medalla de bronce en dobles.
Participó en los VIII Juegos Bolivarianos

### Los Juegos del ALBA
Su primera participación fue en los juegos del Alba en La Habana en Cuba en el año 2009 en lo cual obtuvo la medalla de bronce en la fase de dobles. En su segunda participación Mariana logró obtener 2 medallas, una medalla de bronce en la fase individual y medalla de plata en la fase dobles de los Juegos del Alba celebrado en la ciudad de Barquisimeto en Venezuela en el año 2011.

### Juegos Panamericanos
Tuvo su primera participación en los Juegos Panamericanos de Guadalajara en México celebrado en el 2011. En donde la raquetbolista no tuvo suerte al ser eliminada de la primera ronda en individual, y logró llegar a cuartos de final en dobles con su compatriota Mariana Paredes siendo así eliminadas por el dueto Paola Longoria y Samantha Salas de México que se llevaron el oro en esa edición.